# Жан-Батист Оноре Раймон Капфіг
Жан-Батист Оноре Раймон Капфіг (фр. Jean-Baptiste Honoré Raymond Capefigue; 1801, Марсель — 23 грудня 1872, Париж) — французький літератор. 
Монархіст і ультрамонтанець, Капфіг написав багато історичних творів, поверхневих і малоцінних в науковому відношенні. 
Найважливіші з них: 
- «Histoire de Philippe Auguste» (П., 3 вид. 1842)
- «Histoire de la Restauration et des causes qui ont amené la chute de la branche aînée des Bourbons » (П., 3 вид. 1842)
- «Histoire de la Réforme, de la Ligue et du régne de Henri IV » (1834—1835)
- «Richelieu, Mazarin, la Fronde et le règne de Louis XIV» (2 вид., 1844)
- «L'Europe pendant le consulat et l'empire de Napoléon » (1839—1843)
- «L'Europe depuis l'avènement de Louis-Philippe» (2 вид., 1847—1849)